# Rejon kamjanski
Rejon kamjanski – jednostka administracyjna wchodząca w skład obwodu czerkaskiego Ukrainy.
Rejon utworzony w 1923 roku, ma powierzchnię 725 km² i liczy około 27 tys. mieszkańców. Siedzibą władz rejonu jest Kamjanka.
Na terenie rejonu znajdują się 1 miejska rada i 18 rad wiejskich, obejmujących w sumie 23 wsie i 6 osad.

## Miejscowości rejonu
- (Баландине)
- (Богданівське)
- (Флярківка)
- (Грекове)
- (Грушківка)
- (Ярове)
- (Юрчиха)
- (Калинівка)
- Kamjanka (Кам'янка)
- (Катеринівка)
- (Косарі)
- (Коханівка)
- (Копійчана)
- (Куликівка)
- (Лебедівка)
- (Лубенці)
- (Лузанівка)
- (Михайлівка)
- (Олянине)
- (Петрівське)
- (Пляківка)
- (Радиванівка)
- (Райгород)
- (Ребедайлівка)
- (Ревівка)
- (Сокирне)
- (Телепине)
- Tymoszówka (Тимошівка)
- (Вербівка)
- Żabotyn (Жаботин)